# 博凯纳-迪米纳斯
博凯纳-迪米纳斯是巴西米纳斯吉拉斯州的一个市镇。总面积501.446平方公里，总人口5034人，人口密度10人/平方公里。